# Chanoch Nissany
Chanoch Nissany (Tel Aviv, 29 luglio 1963) è un pilota automobilistico israeliano. È padre del pilota di Formula 2, Roy Nissany.

## Carriera
Già noto imprenditore israeliano con base a Budapest, intraprese la carriera automobilistica come hobby nel 2002, a 38 anni. Iniziò a correre nel campionato ungherese di Formula 2000 e in seguito, attraverso la Formula 3000, arrivò in Formula 1, venendo ingaggiato come collaudatore dalla Jordan nel 2004. Nel 2005 Nissany passò alla Minardi, sempre con il ruolo di collaudatore. Con la squadra italiana Nissany prese parte alle prove libere del Gran Premio d'Ungheria 2005, diventando il primo pilota israeliano a partecipare a un weekend di gara in Formula 1. Nell'occasione Nissany, che completò solamente 8 giri, si dimostrò estremamente lento e lontano dal resto dello schieramento dei piloti, finendo a 6 secondi dal pilota più vicino, Nicolas Kiesa su Jordan, e a quasi 13 dal primo, Alexander Wurz su McLaren. Nelle prove libere dei gran premi successivi venne sostituito dall'italiano Enrico Toccacelo.
Terminata l'esperienza in Formula 1, Nissany continuò a correre nel campionato ungherese di Formula 2000 fino al 2014, vincendolo in totale sei volte.

## Risultati in Formula 1
| 2005 | Scuderia | Vettura |  |  |  |  |  |  |  |  |  |  |  |  |    |  |  |  |  |  |  | Punti | Pos. |
| ---- | -------- | ------- |  |  |  |  |  |  |  |  |  |  |  |  | -- |  |  |  |  |  |  | ----- | ---- |
| 2005 | Minardi  | PS05    |  |  |  |  |  |  |  |  |  |  |  |  | SP |  |  |  |  |  |  | –     |      |

| Legenda | 1º posto     | 2º posto | 3º posto    | A punti         | Senza punti/Non class.  | Grassetto – Pole position Corsivo – Giro più veloce |
| Legenda | Squalificato | Ritirato | Non partito | Non qualificato | Solo prove/Terzo pilota | Grassetto – Pole position Corsivo – Giro più veloce |